# Харино (Юсьвинский район)
Харино – деревня в составе Юсьвинского сельского поселения Юсьвинского района Пермского края. Бывший административный центр Харинского сельсовета. На 2018 год в деревне числилось 6 улиц.

## География
Располагается близ региональной автодороги. Находится в 6 км к юго-востоку от районного центра — села Юсьва и в 124 км к северу от Перми. Высота центра селения над уровнем моря — 188 м.

## История
Деревня упоминается с 1795 года. Основана по преданию выходцем из деревни Савино Юсьвинского района. В советское время был организован колхоз "Харинский", который затем был включён в колхоз "Имени Ворошилова" Харинского сельского совета, переименованный в 1957 году в "Колос". "Колос" прекратил своё существование в 1969 году, влившись в колхоз "Заря будущего" Юсьвинского сельсовета. В Харино осталась Харинская комплексная бригада.

## Население
| 2010 |
| ---- |
| 101  |